# Игольное ушко

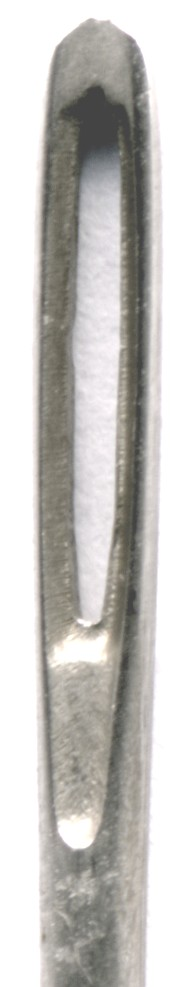
Игольное ушко

Иго́льное ушко́ — как правило, продолговатое либо круглое отверстие у тупого конца швейной иглы.

## Предназначение
Игольное ушко используется для закрепления нити в игле. Чтобы облегчить продевание нити в игольное ушко, существуют различные вспомогательные устройства.

## Значение в культуре
В Библии существует высказывание Иисуса Христа:

Удобнее верблюду пройти сквозь игольные уши, нежели богатому войти в Царствие Божие.

Подобное же высказывание встречается в Талмуде и Коране.
Некоторые историки склонны считать, что это образное выражение является следствием неверного перевода. Так, по одной из версий, в действительности под «верблюдом» мог подразумеваться «канат» (в греческом койне, в отличие от классического греческого, звуки, обозначаемые буквами йота (ι) и эта (η), слились в один звук [i] (т. н. итацизм), и различалось лишь оставшееся прежним написание — греч. κάμηλος и греч. κάμιλος. Соответственно, приводимая фраза может говорить о канате, продеваемом сквозь игольное ушко..
Тем не менее во всех ранних рукописях Нового завета и церковных отцов во всех случаях стоит κάμηλος (верблюд), что говорит не в пользу этой теории.
В ответ на это белорусский библеист Егор Розенков отмечает, что при переводе на древнегреческий арамейское слово gamla было искажено изначальным непониманием сути слов Иисуса Христа при одинаковом их звучании (греч. κάμηλος — верблюд и греч. κάμιλος — канат), и так как канаты в те времена делались из верблюжьего волоса, переписчики ранних новозаветных рукописей допустили фатальную ошибку, коренным образом изменившую смысл высказывания Иисуса Христа.
По другой версии, в Иерусалиме одни из ворот назывались Игольное ушко, верблюд в них мог пройти только со снятой поклажей и без наездника. Однако, утверждает исследователь Е. Розенков, в древних письменных источниках нет ни одного упоминания о воротах такой величины ни на одной из застав древнего Иерусалима — об истинности этого утверждения свидетельствуют также данные современных археологических раскопок.
В некоторых языках выражение «игольное ушко» в переносном смысле означает то же самое, что и «бутылочное горлышко», то есть узкое, критическое место.
В буддизме игольное ушко ассоциируется с претами. Преты — это голодные духи, которые не могут удовлетворить своих желаний. Их рисуют как уродцев с большими животами, тонкой шеей и ртом не больше чем игольное ушко. Они всё время хотят есть и пить, но не могут принять пищу, переварить её и насытиться, испытывая при этом мучения. Претами рождаются те, кто в прошлой жизни были скупыми, жестокими и прожорливыми. Они живут в пустынях и заброшенных местах.